# 1178

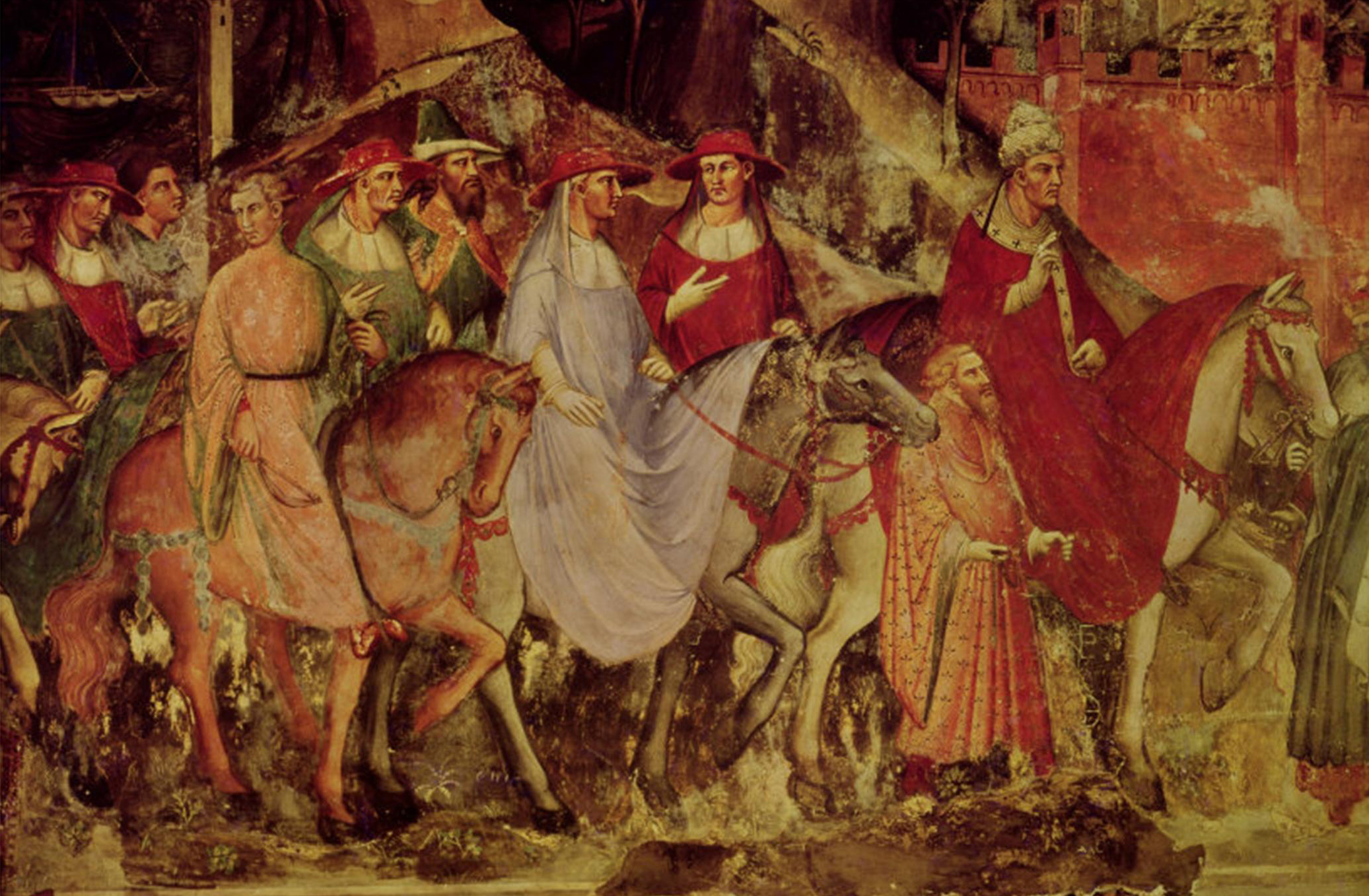
Paus Alexander III keert terug in Rome

Het jaar 1178 is het 78e jaar in de 12e eeuw volgens de christelijke jaartelling.

## Gebeurtenissen
maart
- 12 - Na twaalf jaar in ballingschap kan paus Alexander III na de nederlaag van Barbarossa en diens erkenning van zijn legitimiteit opnieuw terugkeren naar Rome, waar echter de plaatselijke machthebbers niet erg blij zijn met zijn terugkeer.

augustus
- 29 - Tegenpaus Calixtus III ziet de onhoudbaarheid van zijn positie in, nu de keizer Alexander III erkend heeft en onderwerpt zich aan diens gezag. Hij wordt beloond met het beheer van het kerkelijk bezit in Benevento.

zonder datum
- Stadsbranden in Canterbury en Chartres.
- De derde verdieping van de Toren van Pisa wordt gebouwd, en hij begint over te hellen.
- Oudst bekende vermelding: Hoelbeek, Loil, Morlanwelz

## Opvolging
- Bigorre - Centullus III opgevolgd door zijn dochter Beatrix III
- Bohemen - Soběslav II opgevolgd door Frederik
- aartsbisdom Bremen - Boudewijn van Holland opgevolgd door Bertrand
- Dampierre - Willem I opgevolgd door zijn zoon Gwijde II
- Genève - Amadeus I opgevolgd door zijn zoon Willem I
- Kara-Kitan - Xi Liao Chengtianhou opgevolgd door Yelü Zhilugu
- Paderborn - Evergis opgevolgd door Siegfried
- Pommerellen - Soebislav I opgevolgd door Sambor I
- bisdom Skálholt - Thorlac Thorhallsson als opvolger van Klængur Þorsteinsson
- Soissons - Ivo opgevolgd door zijn neef Cono
- Utrecht - Godfried van Rhenen opgevolgd door Boudewijn van Holland
- Venetië (doge) - Sebastian Ziani opgevolgd door Orio Mastropiero

## Geboren
- 4 oktober - Theresia van Portugal, echtgenote van Alfons IX van Leon
- 22 december - Antoku, keizer van Japan (1180-1185)
- Armand de Périgord, grootmeester der Tempeliers
- Süleyman Shah, grootvader van Osman I (jaartal bij benadering)

## Overleden
- 27 mei - Godfried van Rhenen, bisschop van Utrecht
- Ada de Marenne, Anglo-Normandisch edelvrouw
- Evermodus, bisschop van Ratzeburg
- Ivo, graaf van Soissons
- Centullus III van Bigorre, graaf van Bigorre (jaartal bij benadering)